# Коло народної довіри
Коло народної довіри — представництво Майдану, яке виступало посередником між громадянами на Майдані, опозицією та владою і виражало волю громадян на Майдані.

## Учасники
На початку свого функціонування Коло народної довіри складалося з наступних громадських діячів:
1. Архієпископ Стефан від Духовної ради Майдану,
2. Ольга Богомолець від Медичної служби Майдану,
3. Андрій Парубій від Самооборони Майдану,
4. Дмитро Ярош від «Правого сектора»,
5. Олег Михнюк від організацій воїнів-афганців,
6. Олександр Кривоносов від Ради мусульман,
7. Сергій Поярков від «Автомайдану»,
8. Володимир В'ятрович від Громадського сектора Майдану,
9. Євген Нищук, ведучий сцени Майдану,
10. Руслана Лижичко, ведуча сцени Майдану.[1]

Представники Кола підкреслили, що список його учасників не остаточний і розширюватиметься, а його члени самі не претендують на якісь посади.
На сьогоднішній день Коло Народної Довіри, по факту дій,  пройшло кілька фаз розвитку: від учасників, які зазначені в списку вище чи їх представників до людей, які забезпечують функціонування Кола Довіри щодня.
Сьогодні Коло Довіри- це не делегати від різних організацій, а самодостатня структура з конкретних людей, які діють в рамках визначених цілей.
Принципи роботи Кола Довіри
Коло Народної Довіри відкрите для всіх, хто готовий працювати в команді однодумців
КолоНародної Довіри буде існувати до тих пір, поки хоч одному учаснику буде важливо реалізовувати цілі Кола
Коло Народної Довіри - це дієва ініціатива, тому всі учасники, які хочуть впливати на життєдіяльність організації, мають проявляти ініціативу та хотіти привнести щось цінне для її розвитку
Коло Народної Довіри- це справедлива ініціатива по відношенню як до політиків, так і до своїх учасників, тому учасники, які інвестують 100% свого часу та ресурсів  в розвиток організації та реалізації конкретних дій не повинні радитися з тими, кому байдуже на організацію.
Коло Народної Довіри- це не ті люди, які починали Коло, а ті які діють в конкретний момент часу, не залежно від того, скільки разів будуть змінюватися учасники.

## Вимоги до нової влади

### Щодо формування нового уряду
Коло народної довіри Майдану висунуло свої вимоги до членів нового уряду. На думку активістів, членами уряду народної довіри не можуть бути учасники списку сотні найбагатших людей України та керівники органів виконавчої влади або працівники адміністрації президента, що обіймали ці посади з початку 2010 року.
Також серед вимог - досвід роботи в галузі мінімум сім років, за винятком МВС, СБУ, Міноборони, досвід роботи на керівних посадах мінімум п’ять років і непричетність до порушень прав людини та відсутності інформації про корупційну діяльність.

В заяві зазначено:
|  | Ми перевіримо за цими критеріями кожного конкретного кандидата, якого запропонує нова парламентська більшість, і доповімо вам про результати. Кожен член уряду повинен отримати схвалення Майдану |

### Щодо перевірки діяльності органів влади
Коло народної довіри пропонує ввести в практику роботи Кабінету міністрів України міжнародний аудит і зобов'язати всі міністерства викладати інформацію про витрати в інтернет.

Сергій Поярков від «Автомайдану» сказав:
|  | Треба робити міжнародний аудит діяльності всіх міністерств без винятку. Ми це пропонуємо, тому що вважаємо дійсно ганебною практикою, коли будь-яка опозиція найбільше шкодує, що бюджет країни розкрадається без її безпосередньої участі. І коли будь-яка партія приходить до влади, вона повинна розуміти, що міжнародний аудит не дасть можливості повернутися до колишньої системи. Нам треба зробити як у Німеччині - там неможливо красти з бюджету, фізично неможливо |